# 애덤 허스
애덤 허스(Adam Huss, 1977년 3월 1일 ~ )는 미국의 배우이다.

## 출연 작품
- 페인킬러 (2018)
- 드림스 아이 네버 해드 (2018)
- 파라독스 (2016)
- 웨이팅 인 더 윙스: 스틸 웨이팅 (2016)
- 미실루 (2016)
- 더 세미트리 (2013)
- 파인드 미 (2012)
- 이즈 잇 저스트 미? (2010)
- 레저렉션 카운티 (2008)
- 레슬매니악 (2006)
- 데몬 슬레이어 (2004)
- 이브 (2003)
- 비앤비 (1987)